# Biserici de lemn din Chioar
Bisericile de lemn din Chioar fac parte din grupul de biserici de lemn din Transilvania și din familia de biserici de lemn românești. În perioada medievală, Cetatea Chioarului a funcționat ca district de sine stătător, cunoscută și sub numele de Cetatea de Piatră.

## Biserici de lemn
- Biserica de lemn din Posta din secolul al XVII-lea, cu hramul „Sfântul Ioan Botezătorul”
- Biserica de lemn din Posta din 1806, cu hramul „Sfântul Ilie”
- Biserica de lemn din Posta din 1820, cu hramul „Sfinții Arhangheli Mihail și Gavriil”
- Biserica de lemn din Remetea Chioarului din 1800, cu hramul „Sfinții Arhangheli Mihail și Gavriil”
- Biserica de lemn din Berchez din secolul al XIX-lea, cu hramul „Sfântul Ioan Botezătorul”
- Biserica de lemn din Șurdești din 1766, cu hramul „Sfinții Arhangheli Mihail și Gavriil”